# Foxy Lady (album)
Albums de RuPaul
Supermodel of the World
(1993) Ho, Ho, Ho
(1997)
Singles
1. Snapshot
Sortie : 16 octobre 1996
2. A Little Bit of Love
Sortie : 25 février 1997
3. Celebrate
Sortie : 1997

Foxy Lady est le deuxième album studio de la drag queen américaine RuPaul, sorti le 29 octobre 1996.

## Liste des chansons
| No  | Titre                                 | Producteur(s)                          | Durée |
| --- | ------------------------------------- | -------------------------------------- | ----- |
| 1.  | Happy                                 | Pete Lorimer, Richard "Humpty' Vission | 4:43  |
| 2.  | Party Train                           | Welcome, Joe Carrano                   | 3:29  |
| 3.  | A Little Bit of Love                  | Welcome, Joe Carrano                   | 3:55  |
| 4.  | Snapshot                              | Eric Kupper                            | 3:03  |
| 5.  | Foxy Lady                             | Jimmy Harry                            | 2:56  |
| 6.  | R. U Nasty                            | Nick Martinelli, Bruce Weeden          | 4:07  |
| 7.  | Falling                               | Nick Martinelli                        | 4:12  |
| 8.  | Dolores                               | Nick Martinelli, Eddie Montilla        | 4:09  |
| 9.  | Work That Body                        | Eric Kupper                            | 3:42  |
| 10. | Celebrate                             | Pete Lorimer, Richard "Humpty' Vission | 4:48  |
| 11. | Snatched for the Gods                 | Eric Kupper                            | 3:56  |
| 12. | If You Were a Woman (And I Was a Man) | Jimmy Harry                            | 3:13  |

| 13. | Snapshot (Welcome's Moody Radio Edit)   | Eric Kupper | 3:24 |
| 14. | Snapshot (Vission & Lorimer Disco-Tech) | Eric Kupper | 6:22 |
| 15. | Snapshot (Kupper's Extended Version)    | Eric Kupper | 5:25 |

## Classements musicaux
| Classement(s) (1996) | Meilleure position |
| -------------------- | ------------------ |
| US Top Heatseekers   | 15                 |

## Crédits
| - RuPaul : vocaliste - Pete Lorimer Arranger : producteur - Richard "Humpty" Vission : arrangeur, producteur - Rachel Gutek Art Direction : design - Diana Germano : assistant ingénieur - Jason Perez : assistant ingénieur - Charles Barwick : ingénieur - Fenton Bailey : producteur exécutif - Randy Barbato : producteur exécutif - Jay Mitchell : guitare - Mathu Anderson : coiffeur - Geoff Sykes : mastering - Albert Sanchez : photographie - Eric Kupper : producteur, ingénieur - Jimmy Harry : producteur, mixage - Joe Wolfe : ingénieur, mixage - Bruce Weeden : producteur, ingénieur, mixage - Scott Alspach : producteur - Eddie Montilla : producteur | - Joe Carrano : chœurs, producteur, ingénieur, mixage - L'Wren Scott : styliste - Nick Martinelli : chœurs - Kelly Bienvenue : chœurs - Alex Brown : chœurs - Jackie Gouchee Farris : chœurs - Guy A. Fortt : chœurs - Lee Genesis : chœurs - Connie Harvey : chœurs - Fabio Hoyos : chœurs - Robbie Jenkins : chœurs - Mariachi Aguila Real : chœurs - Phyllis Miller : chœurs - Britt Savage : chœurs - Latasha Spencer : chœurs - Tony Warren : chœurs - Therese Willis : chœurs - Yolanda Wyns : chœurs |